# Едвард Тафті
Едвард Рольф Та́фті (англ. Edward Rolf Tufte, народ. в 1942 році) — американський статистик, професор-емерит статистики, політології і комп’ютерних наук Єльського університету, відомий своїми працями з інформаційного дизайну.

## Біографія
Едвард Рольф Тафті народився в 1942 році в Канзас-Сіті (штат Міссурі, США). Його батьків звали Вірджинія Тафті і Едвард І. Тафті. Він виріс у Каліфорнії, у Беверлі-Хіллз, закінчив середню школу Беверлі Хіллз. Тафті отримав ступені бакалавра і магістра зі статистики в Стенфордському університеті і ступінь доктора філософії з політології в Єльському університеті. Його дисертація, завершена в 1968 році, називалася «Рух за громадянські права і його опозиція». Згодом він викладав політичну економіку та аналіз даних під час публікації своїх трьох політичних книг у Школі Вудро Вільсона при Принстонському університеті.
У 1975 році Тафті, який проживав у Принстоні, запросили викладати курс статистики групі журналістів, які відвідували школу економіки. Він розробив для студентів курс читання та лекцій за статистичними графіками. Надалі він розвинув цей курс для об'єднаних семінарів з вченим-статистиком Джоном Тукі, піонером інформаційного дизайну. Матеріали цих курсів лягли в основу його першої книги з інформаційного дизайну, яка називається «Візуальне представлення великих обсягів інформації».
Тафті самостійно профінансував видання цієї книги в 1982 році, узявши другу заставну на свій будинок. При підготовці матеріалу книги він тісно співпрацював з дизайнером-графіком Говардом Граллою.
Книга виявилася комерційно успішною, а її автор, науковий співробітник, який спеціалізувався на політичній науці, став визнаним експертом інформаційного дизайну.
Едвард Тафті придумав Іскрографік.